# Her og Nu
|  | Denne artikel omhandler et partitidsskrift. For ugebladet, se Her & Nu. |
Her og Nu var et tidsskrift startet af en gruppering i Socialistisk Folkeparti omkring Aksel Larsen i forbindelse med konflikten i partiet i 1967-1968, der førte til Aksel Larsen-tilhængerens sejr og dannelsen af partiet Venstresocialisterne. Navnet blev taget efter et slagord sandsynligvis oprindeligt formuleret af Mogens Fog.
Tidsskriftet blev efter bruddet med vs'erne til et officielt SF-tidsskrift. Det blev senere udgivet under navnet Praksis. Det mistede sin SF tilknytning og fortsatte med nyt navn, Salt. Under det navn fusionerede det i 1980'erne med DKP's tidsskrift Tiden. Udgivelsen er ophørt.
| Anime eller manga | Spire Denne artikel om medie og kommunikation er en spire som bør udbygges. Du er velkommen til at hjælpe Wikipedia ved at udvide den. |